# كلود جاي سامرز
كلود جاي سامرز (بالإنجليزية: Claude J. Summers)‏ هو صحفي أمريكي، ولد في 1944.